# Liste der Kulturgüter in Münsterlingen
Die Liste der Kulturgüter in Münsterlingen enthält alle Objekte in der Gemeinde Münsterlingen im Kanton Thurgau, die gemäss der Haager Konvention zum Schutz von Kulturgut bei bewaffneten Konflikten, dem Bundesgesetz vom 20. Juni 2014 über den Schutz der Kulturgüter bei bewaffneten Konflikten sowie der Verordnung vom 29. Oktober 2014 über den Schutz der Kulturgüter bei bewaffneten Konflikten unter Schutz stehen.
Objekte der Kategorien A und B sind vollständig in der Liste enthalten, Objekte der Kategorie C fehlen zurzeit (Stand: 1. Januar 2023).

## Kulturgüter
| Foto |                                                                | Objekt                                             | Kat. | Typ | Standort                                      | Beschreibung |
| ---- | -------------------------------------------------------------- | -------------------------------------------------- | ---- | --- | --------------------------------------------- | ------------ |
| ja   | Datei hochladen · Wikidata zu Kapelle St. Leonhard (Q29526818) | Leonhardskapelle KGS-Nr.: 05119                    | A    | G   | Landschlacht, Im Chelhof 7.2 735751 / 276554  |              |
| ja   | Datei hochladen · Wikidata zu Kloster Münsterlingen (Q1775698) | Ehemaliges Benediktinerinnenkloster KGS-Nr.: 05120 | A    | G   | Spitalcampus 734992 / 277133                  |              |
| ja   | Datei hochladen · Wikidata zu Reformierte Kirche (Q1380893)    | Reformierte Kirche KGS-Nr.: 02859                  | B    | G   | Scherzingen, Dorfstrasse 31.2 734121 / 277236 |              |
| ja   | Datei hochladen · Wikidata zu Ehemaliges Zehnthaus (Q29883233) | Ehemaliges Zehnthaus KGS-Nr.: 05121                | B    | G   | Schulstrasse 10 736153 / 276554               |              |
| ja   | Datei hochladen · Wikidata zu Bauernhaus (Q29883231)           | Bauernhaus KGS-Nr.: 05122                          | B    | G   | Buregass 6 734180 / 277031                    |              |